# David con la cabeza de Goliat
David con la cabeza de Goliat es una pintura realizada en 1609 o 1610 por el pintor barroco italiano Caravaggio. La obra está situada en la Galería Borghese, Roma. Otra versión de la misma obra, también de Caravaggio, se encuentra en el Museo de Historia del Arte de Viena.
La pintura, que formaba parte de la colección del cardenal Scipione Borghese en 1613, ha sido datada dentro del período que va entre 1605 y 1610, y está incluida en la lista de candidatas a última obra de Caravaggio. De hecho, la melancolía que emana de la obra se adecua a los pensamientos oscuros del artista en sus últimos años. La temática recuerda a La degollación de San Juan Bautista en La Valeta, pero en esta ocasión no hay colores brillantes y, por tratarse de una pintura pequeña, existe un grado de intimidad que no era evidente en otros trabajos del artista. Es una obra en la que el pintor confió para ganar el perdón y la ayuda del cardenal para regresar a Roma, después de años de exilio a causa de un crimen cometido en la Ciudad Eterna.
David sostiene con asco su trofeo. «En esa cabeza [Caravaggio] deseaba representarse a sí mismo y, en el muchacho, a su caravaggino», escribió Manilli en 1650. Si la cabeza de Goliat es realmente la de Caravaggio, la pintura posee un elemento de repugnancia consigo mismo. Este recurso remite al modo en que Miguel Ángel, en el El Juicio Final de la Capilla Sixtina, colocó un rostro angustiado con rasgos evidentemente suyos en el cuerpo despellejado de San Bartolomé; pero el ánimo de Caravaggio se asemeja más al de una persona desesperada. Como testigo de la luz de Dios, Bartolomé asciende al Paraíso; Goliat, enemigo de Dios, es condenado a la noche eterna.
Los colores plata sucio, negro y marrones dominan el cuadro. La luz hace que David parezca un muchacho de las calles, con una espada que tiene sólo una gota de sangre para demostrar que, al igual que Caravaggio, sabe lo que significa haber matado a un hombre. Otra gota de sangre en medio de la frente del gigante confirma que fue derribado por una piedra. En la espada aparece una inscripción abreviada: H-AS OS, en latín: Humilitas occidit superbiam ("La humildad mata al orgullo"). 
Una década más tarde, el cardenal Scipione encargó la realización de una estatua con David en el momento de lanzar la piedra a Goliat. Bernini estaba muy lejos de sufrir las mismas inquietudes de su ex maestro, y vio al accionar de David como algo alegre y estimulante, como un triunfo del espíritu humano expresándose a través de esfuerzo atlético de un hermoso cuerpo humano.